# Dolcetto
Dolcetto – czerwony szczep winorośli, pochodzący z Włoch. Typowy dla Piemontu, uprawiany również w Ligurii i na niewielką skalę w innych krajach. Powierzchnia winnic obsadzonych odmianą we Włoszech wynosiła w roku 2000 7450 ha, co jednak stawiało odmianę poza pierwszą dziesiątką. Nazwa jest zdrobnieniem od włoskiego dolce (słodki).

## Charakterystyka
Dolcetto dojrzewa wcześnie (nawet miesiąc przed nebbiolo) i dlatego winiarze przeznaczają na dolcetto stanowiska najwyżej położone i najzimniejsze, gdzie udaje się lepiej niż barbera. Szczep jest podatny na choroby grzybowe, a w niektórych winnicach również zrzuca zawiązki. Ze względu na plenność dolcetto bywa niedoceniane. Cechuje się wysoką zawartością suchej masy, która wytrąca się podczas leżakowania.
Hipotezy o identyczności z sabaudzką odmianą douce noir i pokrewieństwie z primitivo zostały obalone. Szczep dolcetto bianco, o jasnych gronach również nie jest powiązany z dolcetto.

## Wina
Wysokie plony dolcetto sprawiły, że zwykłe wina z odmiany mają mało kwasów i garbników. Lekkość takich win bywa porównywana do beaujolais i predestynuje je jako wino do talerza z przystawkami podawanego przed kolacją. Wina w tym stylu są nieskomplikowane, gaszą pragnienie, powinny być pite jako młode, w przeciągu dwóch-trzech lat. Cechują się niską kwasowością, głębokim kolorem oraz wyrazistym zapachem.
Dolcetto uprawiane na bardziej wymagających stanowiskach lub z przy ograniczeniu zbiorów daje długowieczne, pełne i skoncentrowane wina o wyższej zawartości garbników, jednak ciągle mało kwasowe, od czego zresztą wywodzi się nazwę. Wina ze szczepu zostały wyróżnione licznymi apelacjami, wśród których połowa przypada na apelację Dolcetto d'Alba DOC, cieszącą się uznaniem. Inne to:
- Dolcetto di Dogliani wyższej klasy DOCG[9][16]. Mieszkańcy Dogliani uważają, że ich miasteczko jest ojczyzną odmiany[9][13][16]. Po raz pierwszy nazwa została wymieniona w tamtejszych dokumentach w 1593[2]
- Dolcetto d'Acqui DOC[3]
- Dolcetto d'Ovada DOC[3][9][13]
- Dolcetto di Diano d'Alba DOC[17], gdzie dolcetto jest uprawiane na najlepszych stanowiskach[9]
- Dolcetto d'Asti DOC[18]

W ich przypadkach smak jest intensywnie owocowy, porównywany do jagód, z nutami pigwy i migdałów i gorzkiej czekolady.

## Rozpowszechnienie
Poza Piemontem i Ligurią winnice z krzewami dolcetto są rzadkie. Niektóre krzewy przetrwały epidemię filoksery i produkuje się z nich wyjątkowo skoncentrowane wina. We Włoszech południowa granica upraw leży w Umbrii. Niewielkie winnice istnieją w innych państwach. W Kalifornii w 1995 roku zarejestrowano 47 akrów, a w 2003 — 89 akrów. Pojedynczy winiarze oferują dolcetto w innych stanach: Oregonie, Waszyngtonie i Teksasie, a także we Francji i Nowej Zelandii. W Australii w 2012 ponad 20 winogrodników uprawiało na niewielką skalę dolcetto, gdzie bywała mylona z malbec.

## Synonimy
Baza danych VIVC podaje aż 79 synonimów. W Ligurii odmiana jest znana jako ormeasco. W Lombardii i niektórych regionach Piemontu spotyka się nazwy nibièu i nibiò.